# Carlos Antognazzi
Carlos O. Antognazzi (Santa Fe, 14 de mayo de 1963) es un escritor y fotógrafo argentino. Contribuyó en periódicos y revistas de Argentina tales como Clepsidra (Buenos Aires), Cuásar (Buenos Aires), El Grillo (Buenos Aires), El Litoral (Santa Fe), Gaceta Literaria (Santa Fe), La Capital (Rosario), La Voz del Interior (Córdoba) y Sinergia (Buenos Aires). 

En 2004, el Honorable Consejo Municipal de la ciudad de Santa Fe lo nombró Santafesino Destacado.

## Publicaciones (obra individual)
Su obra incluye novela, ensayo, cuentos y poesía.
- Historias de hombres solos (1ª edición). Macagno. 1983. ISBN 978-950-652-745-7. Cuentos.
- Punto muerto (1ª edición). Edición del Autor. 1987. ISBN 978-950-43-7633-0. Cuentos.
- Ciudad (1ª edición). Ediciones Tauro. 1988. ISBN 978-950-43-2015-9. Novela.
- El décimo círculo (1ª edición). Ediciones UNL (Universidad Nacional del Litoral). 1991. ISBN 978-950-9840-29-4. Cuentos.
- Llanura azul (1ª edición). Ediciones UNL. 1992. ISBN 978-950-9840-37-9. Novela.
- Narradores santafesinos (1ª edición). Ediciones Tauro. 1994. ISBN 978-950-43-5705-6. Ensayo.
- Apuntes de literatura (1ª edición). Fundación Banco Bica. 1995. ISBN 978-950-9632-20-2. Ensayos y entrevistas.
- Cinco historias (1ª edición). Ediciones Tauro. 1996. ISBN 978-950-43-7352-0. Nouvelles.
- Mare nostrum (1ª edición). Ediciones Tauro. 1997. ISBN 978-987-96416-0-6. Cuentos.
- Zig zag (1ª edición). Víctor Manuel Hanne Editor, Salta. 1997. ISBN 978-987-9140-35-2. Cuentos.
- Road movie (1ª edición). Ediciones Tauro. 1998. ISBN 978-987-96416-1-3. Cuentos.
- Inside (1ª edición). Ediciones Tauro. 1999. ISBN 978-987-96416-2-0. Poesía.
- Al sol (1ª edición). Lux. 2002. ISBN 978-987-98892-3-7. Cuentos.
- Arte mayor (1ª edición). Ediciones Tauro. 2003. ISBN 978-987-96416-3-7. Poesía.
- Los puertos grises (1ª edición). Ediciones Tauro, ediciones UNL. 2003. ISBN 978-987-96416-4-4. Novela.
- Riverrun (1ª edición). Ediciones Tauro. 2005. ISBN 978-987-96416-6-8. Poesía.
- Señas mortales (1ª edición). Castalia, España. 2005. ISBN 84-9740-155-7. Novela.
- Triplex (1ª edición). Ediciones UNL. 2008. ISBN 978-987-657-025-1. Nouvelles.
- Ahab (1ª edición). Asociación Santafesina de Escritores, ASDE. 2009. ISBN 978-987-25116-0-9. Poesía.
- Interludio (1ª edición). Ediciones Tauro. 2010. ISBN 978-987-25480-1-8. Cuentos.
- Leve aire (1ª edición). Ediciones UNL. 2010. ISBN 978-987-657-438-9. Poesía (haikus).
- Las estaciones (1ª edición). Ediciones Tauro. 2012. ISBN 978-987-25480-4-9. Poesía.
- Sísifo (1ª edición). Ediciones Tauro. 2013. ISBN 978-987-25480-5-6. Cuentos / nouvelle.
- Agua quemada (1ª edición). Ediciones Tauro. 2018. ISBN 978-987-46745-0-0. Novela.
- Namastê: cruces digresivos sobre arte, creación, filosofía y haiku (1ª edición). Ediciones Tauro. 2019. ISBN 978-987-46745-3-1. Ensayo.
- Principios quiméricos (1ª edición). Ediciones Tauro. 2020. ISBN 978-987-46745-6-2. Novela.
- Fases (1ª edición). Ediciones Tauro. 2021. ISBN 978-987-46745-8-6. Cuentos.
- Mensajes secretos (1ª edición). Ediciones Tauro. 2023. ISBN 978-987-48413-3-9. Novela.

## Publicaciones compartidas (antologías)
- Taller Santo Tomé (1ª edición). Edición del Autor. 1983. ISBN 978-950-562-744-8. Obra colectiva.
- La Cultura en el fin de siglo (1ª edición). Municipalidad de Santo Tomé. 1997. ISBN 978-987-96298-0-2. Compilador.
- Antología 1 (1ª edición). Fundación Banco Bica. 1997. ISBN 978-950-9632-24-0. Obra colectiva. Compilador.
- Antología 2 (1ª edición). Fundación Banco Bica. 1999. ISBN 978-950-9632-28-8. Obra colectiva. Compilador.
- Antología 3 (1ª edición). Ediciones Tauro. 2004. ISBN 978-987-96416-5-1. Obra colectiva. Compilador.
- Antología 4 (1ª edición). Ediciones Tauro. 2007. ISBN 978-987-96416-7-5. Obra colectiva. Compilador.
- Antología 5 (1ª edición). Ediciones Tauro. 2009. ISBN 978-987-96416-8-2. Obra colectiva. Compilador.

## Distinciones
Ha recibido varios premios literarios, tales como:
- Premio Nacional de Cuento (1986).[4]
- Premio Anual de Novela (1987).[5]
- Premio provincial Alcides Greca (1992 y 2007).[5]
- Premio Felisberto Hernández (1993)[6]
- Premio Santo Tomás de Aquino (1997).[6]
- Premio Ciudad de Huelva (España, cuento, 2004).[7]
- Premio Tiflos (España, novela, 2005).[7]
- Premio José Rafael López Rosas (poesía, 2009).[8]